# تايربوغه (سقز)
قرية تايربوغه (بالكردية: تایربوغە) هي إحدى القرى التابعة لـتموغه في ريف قسم مركزي من مقاطعة سقز، في محافظة كردستان الإيرانية.

## السكان
حسب إحصاءات سنة 2006، بلغ إجمالي السكان في تايربوغه 269 نسمة وعدد المساكن 38 مسكن. لغة سكان تايربوغه هي اللغة الكردية و هم من أهل السنة والجماعة والمذهب الشافعي.